# Гаряча заміна
Гаряча заміна (англ. Hot Swap — гаряча заміна і англ. HotPlug — гаряче підключення) — терміни, що позначають відключення або підключення електронного обладнання до (комп'ютерної) системи під час її роботи без виключення живлення і зупинки (системи) (HotPlug), а також заміну (перепідключення) блоку в цілому ( Hot Swap). Також існує термін, що позначає протилежність гарячої заміни — Холодна заміна, тобто підключення проводяться після зупинки системи і зняття напруги (залишкового потенціалу).
Обладнання поділяється за цим принципом на таке, що дозволяє гарячу заміну і не дозволяє.

## Інтернет-ресурси
- Hotplug support in Linux-based systems
- Datasheet for high current hot-swap connector pin
- Datasheet for HSPM hot-swap ASIC [Архівовано 4 червня 2011 у Wayback Machine.]
- Datasheet for hot-swap CMOS logic family
- Hot Swap Controllers, Applications and Circuits [Архівовано 10 травня 2012 у Wayback Machine.]
- Hot Swap Controllers